# ALKBH1
ALKBH1 (англ. AlkB homolog 1, histone H2A dioxygenase) – білок, який кодується однойменним геном, розташованим у людей на 14-й хромосомі. Довжина поліпептидного ланцюга білка становить 389 амінокислот, а молекулярна маса — 43 832.
| 10         |  | 20         |  | 30         |  | 40         |  | 50         |
| ---------- |  | ---------- |  | ---------- |  | ---------- |  | ---------- |
| MGKMAAAVGS |  | VATLATEPGE |  | DAFRKLFRFY |  | RQSRPGTADL |  | EGVIDFSAAH |
| AARGKGPGAQ |  | KVIKSQLNVS |  | SVSEQNAYRA |  | GLQPVSKWQA |  | YGLKGYPGFI |
| FIPNPFLPGY |  | QWHWVKQCLK |  | LYSQKPNVCN |  | LDKHMSKEET |  | QDLWEQSKEF |
| LRYKEATKRR |  | PRSLLEKLRW |  | VTVGYHYNWD |  | SKKYSADHYT |  | PFPSDLGFLS |
| EQVAAACGFE |  | DFRAEAGILN |  | YYRLDSTLGI |  | HVDRSELDHS |  | KPLLSFSFGQ |
| SAIFLLGGLQ |  | RDEAPTAMFM |  | HSGDIMIMSG |  | FSRLLNHAVP |  | RVLPNPEGEG |
| LPHCLEAPLP |  | AVLPRDSMVE |  | PCSMEDWQVC |  | ASYLKTARVN |  | MTVRQVLATD |
| QNFPLEPIED |  | EKRDISTEGF |  | CHLDDQNSEV |  | KRARINPDS  |  |            |

A: Аланін

C: Цистеїн

D: Аспарагінова кислота

E: Глутамінова кислота

F: Фенілаланін

G: Гліцин

H: Гістидин

I: Ізолейцин

K: Лізин

L: Лейцин

M: Метіонін

N: Аспарагін

P: Пролін

Q: Глутамін

R: Аргінін

S: Серин

T: Треонін

V: Валін

W: Триптофан

Кодований геном білок за функціями належить до оксидоредуктаз, ліаз. 
Задіяний у таких біологічних процесах, як регуляція трансляції, пошкодження ДНК, репарація ДНК. 
Білок має сайт для зв'язування з іонами металів, іоном заліза. 
Локалізований у ядрі, мітохондрії.